# Carl Rathjen

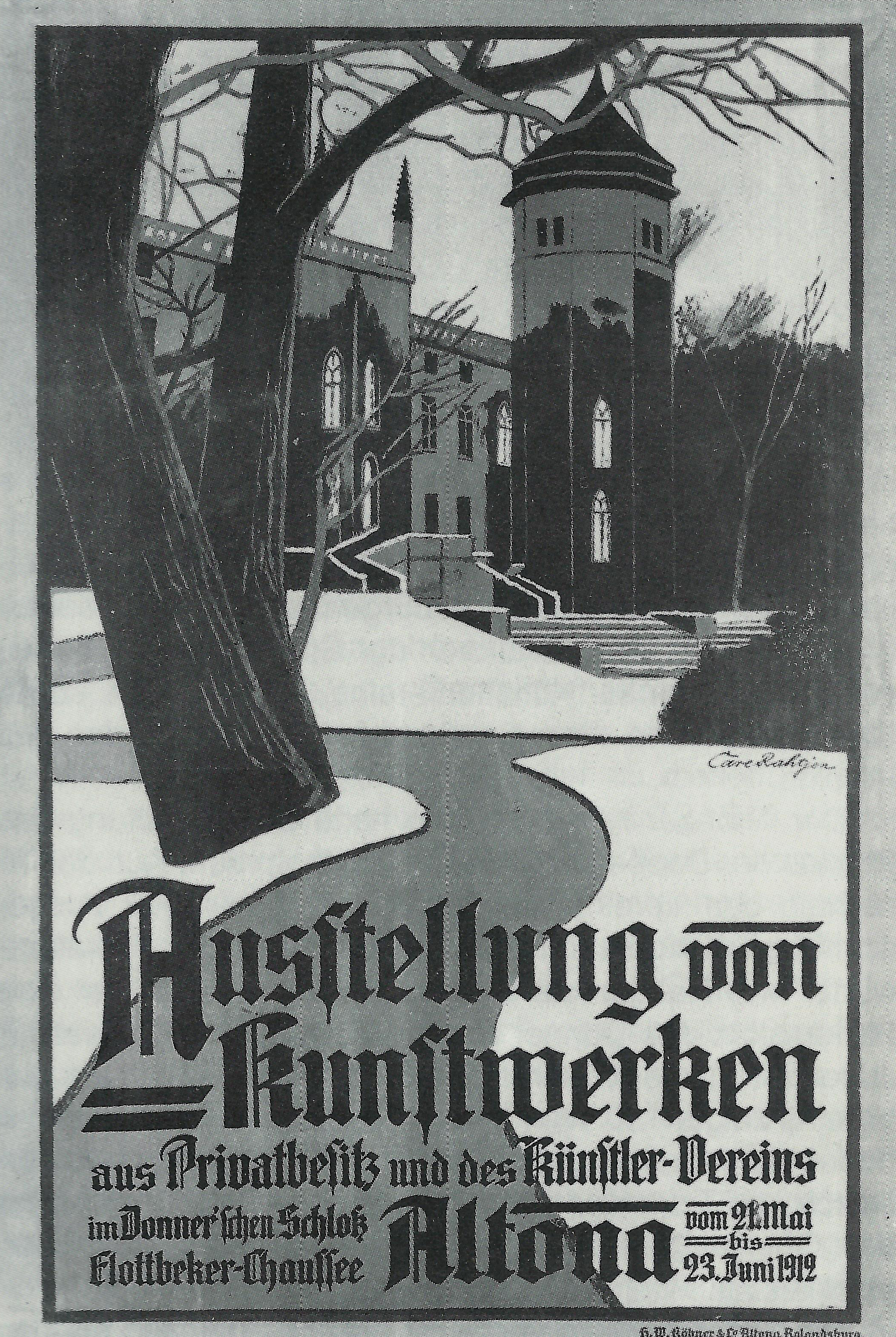
Plakat der Ausstellung von Kunstwerken aus Privatbesitz und des Altonaer Künstlervereins im Donners’schen Schloss Altona im Donners Park, 1912, Altonaer Museum (Schwarz-weiß-Abbildung des Plakats)

Carl Rathjen (auch Rahtjen oder Rathien; * 12. Dezember 1855 in Bremen; † 23. Dezember 1919 in Hamburg) war ein deutscher Landschaftsmaler.

## Biografie
Rathjen wurde als dritter Sohn des Kapitäns Johann Rathjen geboren und verbrachte seine Jugend in Bremerhaven, wo sein Vater, Erfinder und Fabrikant einer roten Patentfarbe für Schiffsbodenanstrich, eine Villa gekauft hatte. Seine Ausbildung zum Teppich-Kaufmann machte Rathjen auf Wunsch des Vaters in London. Dort fertigte er Entwürfe von Teppichmustern an. Er kehrte nach dem Tod des Vaters 1873 nach Bremerhaven zurück.
Von 1874 bis 1876 studierte er an der Kunstakademie Düsseldorf Kunst bei den Professoren Müller und Lauenstein. Von 1876 bis 1880 studierte Rathjen bei Carl Ludwig in Stuttgart an der Kunstschule. 1879/1880 siedelte er mit diesem nach Berlin über und wurde Mitglied des Berliner Künstlervereins. 1887 heiratete er Elisabeth Völschau.
Rathjen unternahm ausgedehnte Studienreisen an die Ostsee, nach Pommern, Ostpreußen, Tirol und Italien. Er war zeitweise in der Künstlerkolonie in Ahrenshoop tätig. 1890 trugen ihm fünf Bilder zu Nikolaus Lenaus „Schilfliedern“ öffentliche Anerkennung ein. Seine Illustrationen zu Lenaus „Postillion“ wurden 1892 auf der Großen Berliner Kunstausstellung ausgestellt. Diese Bilder wurden 1904 vom Reichspostmuseum erworben. 1895, nach der Geburt seiner Tochter Anneliese, zog Rahtien nach Altona a.d. Elbe, wo seine Gemälde im Altonaer Museum präsentiert wurden. Während des Ersten Weltkrieges übernahm er verschiedene Funktionen im Altonaer Künstlerverein, dessen Gründungsmitglied er war. Er war zudem Mitglied des Hamburger Künstlervereins. Rathjen starb 1919.